# Auguste Bravais
Auguste Bravais [ogyst bʁavɛ]IPA (23. srpna 1811 Annonay, Ardèche – 30. března 1863 Le Chesnay, Francie) byl francouzský přírodovědec, známý svými pracemi z oboru krystalografie (Bravaisovy mřížky). Dále se Bravais zabýval magnetizmem a polárními zářemi, meteorologií, geobotanikou, fylotaxií a hydrografií.

## Život
Studoval na Collège Stanislas v Paříži, od roku 1829 na École Polytechnique. Po svých studiích se stal námořním důstojníkem. Byl velký dobrodruh, v roce 1832 se nalodil na Finistere, poté se plavil na Loiret a pracoval na vodopisu alžírského pobřeží. Spolupracoval na expedici Recherche a byl vyslán na Špicberky a do Laponska, aby pomáhal expedici Lilloise.
Od roku 1840 učil aplikovanou matematiku pro astronomy na přírodovědecké fakultě v Lyonu. Poté převzal po Le Chevalierovi katedru fyziky na École Polytechnique, kde působil mezi lety 1845 a 1856, kdy ho vystřídal Henri Hureau de Senarmont.
Je znám odvozením 14 topologicky odlišných mřížek (1845) – Bravaisovy mřížky. V roce 1847 publikoval práci o krystalografii. Je spoluzakladatel Société météorologique de France. Od roku 1854 byl členem Francouzské akademie věd.
Bravais se zabýval teorií chyb, kde je známa jeho práce z roku 1846 Analyse mathématique sur les probabilités des erreurs de situation d'un point.